# Giuseppe Donizetti
Giuseppe Donizetti (Bérgamo, 6 de novembro de 1788 — Istambul, 12 de fevereiro de 1856) foi um músico italiano que desde 1828 até à sua morte foi "Instrutor Geral da 'Música Imperial Otomana'" na corte imperial otomana. Era irmão mais velho do famoso compositor de ópera Gaetano Donizetti.
Donizetti Paşa (Paxá), como era conhecido no Levante, desempenhou um importante papel na introdução da música europeia nas forças armadas otomanas. Além de supervisionar a formação e treino das bandas militares ao estilo ocidental do moderno exército do sultão Mamude II (1808-1839), que o contratou em 1828, Donizetti ensinou música no palácio a membros da família imperial, os príncipes e mulheres do harém, e supõe-se que terá composto o primeiro hino nacional do Império Otomano. Também apoiou a temporada anual de ópera italiana em Pera, organizou concertos e espetáculos de ópera na corte e foi anfitrião de inúmeros virtuosi que visitaram Istambul no seu tempo, como Franz Liszt, Parish Alvars e Leopold de Meyer.
Está sepultado na cave da Catedral do Espírito Santo de Istambul.